# Pachymorpha congensis
Pachymorpha congensis är en insektsart som beskrevs av Brunner von Wattenwyl 1907. Pachymorpha congensis ingår i släktet Pachymorpha och familjen Diapheromeridae. Inga underarter finns listade i Catalogue of Life.